# Liste des ponts de Mont-de-Marsan
Cet article recense les ponts actuels et disparus de Mont-de-Marsan, dans le département français des Landes, édifiés sur le Midou, la Douze et la Midouze.

## Présentation
La fondation de Mont-de-Marsan au XIIe siècle à la confluence de la Douze et du Midou rend nécessaire la construction de ponts et chaque extension de la ville s'accompagne de l'édification de nouveaux ouvrages. Certains d'entre eux, construits primitivement en bois, sont par la suite reconstruits et agrandis en dur. D'autres ont définitivement disparus. De nos jours, vingt ouvrages (ponts et passerelles) franchissent les trois cours d'eau dans la commune.

### Ponts routiers actuels
Sur le Midou (d'amont en aval)
| Pont                                         | Coordonnées                        | Notice | Date | Illustration                                 |
| -------------------------------------------- | ---------------------------------- | --- | ---- | -------------------------------------------- |
| Pont de Saint-Médard                         | 43° 53′ 40″ nord, 0° 27′ 55″ ouest | Supporte la rue de la Ferme du Conte | 1976 | Pont de Saint-Médard                         |
| Passerelle de Saint-Médard                   | 43° 53′ 40″ nord, 0° 27′ 56″ ouest | Située en aval du pont du même nom. Sur cadastre napoléonien de 1811, la passerelle en bois figure sous la mention de « Vieux Pont ». Cet ancien pont de Saint-Médard permettait aux habitants de Saint-Médard-de-Beausse de franchir la rivière à pied. Reconstruit en 1888 avec un tablier en bois sur des piles en maçonnées, il est réparé à de multiples reprises (1896, 1900, 1903, 1933…). | 1888 | Passerelle de Saint-Médard                   |
| Pont de Mi-Carrère                           | 43° 53′ 55″ nord, 0° 28′ 16″ ouest | Pont réalisé pour supporter la voie ferrée Mont-de-Marsan - Roquefort ouverte en 1882. | 1882 | Pont de Mi-Carrère                           |
| Passerelle Plaine des sports Camille Pédarré | 43° 53′ 51″ nord, 0° 28′ 50″ ouest | Passerelle reliant Barbe d'or à la Plaine des jeux | 2020 | Passerelle Plaine des sports Camille Pédarré |
| Passerelle du Stade                          | 43° 53′ 42″ nord, 0° 28′ 49″ ouest | |      | Passerelle du Stade                          |
| Pont de la Hiroire                           | 43° 53′ 36″ nord, 0° 28′ 58″ ouest | Il est construit en 1886 en pierres coquillières de la carrière voisine de Fatigue. | 1886 | Pont de la Hiroire                           |
| Pont Delamarre                               | 43° 53′ 28″ nord, 0° 29′ 52″ ouest | Il est construit en bois sur le Midou en 1842 sous l'impulsion du Préfet Édouard Delamarre qui lui donne son nom ainsi qu'au boulevard qui le traverse. Le pont de bois est remplacé par un pont en pierre en 1873. Il porte successivement les noms de pont de l'abattoir et de pont de l'ancien abattoir.                                                                                       | 1873 | Pont Delamarre                               |
| Passerelle des Douves                        | 43° 53′ 31″ nord, 0° 29′ 56″ ouest | Franchit le Midou au pied de la maison de l'éclusier de Mont-de-Marsan dans le prolongement de la promenade du 21 août 1944 | 1994 | Passerelle des Douves                        |
| Passerelle des Musées                        | 43° 53′ 31″ nord, 0° 29′ 58″ ouest | Construite en aval de la passerelle des Douves la même année, ce pont piéton permet de gagner depuis le centre-ville le musée Dubalen et le musée Despiau-Wlérick situé dans le donjon Lacataye. | 1994 | Passerelle des Musées                        |
| Pont Gisèle-Halimi                           | 43° 53′ 30″ nord, 0° 30′ 06″ ouest | Construit en 1810 en remplacement d'un pont primitif en pierre coquillière datant du XIIe siècle sur le Midou pour relier le bourg castral à ses faubourgs de la rive gauche. Il porte le nom de Gisèle Halimi depuis décembre 2005. | 1810 | Pont Gisèle-Halimi                           |

Sur la Douze (d'amont en aval)
| Pont                              | Coordonnées                        | Notice | Date | Illustration                      |
| --------------------------------- | ---------------------------------- | --- | ---- | --------------------------------- |
| Pont de la Sablière               | 43° 54′ 14″ nord, 0° 28′ 59″ ouest | Avenue de Canenx. | 1955 | Image manquante Téléverser        |
| Passerelles de l'Auberge Landaise | 43° 53′ 47″ nord, 0° 29′ 52″ ouest | | 1978 | Passerelles de l'Auberge Landaise |
| Passerelle de la Préfecture       | 43° 53′ 39″ nord, 0° 30′ 00″ ouest | Cette passerelle en fer est construite en 1844. Ses culées en maçonnerie proviennent des pierres du pont de la May de Diù qui se trouvaient dans le lit de la Douze. Cet ouvrage privé permet de relier la Préfecture des Landes, située sur la rive gauche de la Douze, à ses jardins, situés sur l'autre rive, dans le parc de la Pépinière départementale (actuel parc Jean-Rameau). Elle est inscrite au titre des monuments historiques par arrêté du 6 août 2013. | 1844 | Passerelle de la Préfecture       |
| Pont du Lycée                     | 43° 53′ 39″ nord, 0° 30′ 07″ ouest | Construit en 1819 en bois de pin, il relie le centre historique de Mont-de-Marsan à la commune limitrophe de Nonères. Il est reconstruit en 1827 en bois de chêne. En 1858, le Conseil municipal vote une nouvelle réfection en bois. Il s'agit alors plus d'une passerelle qu'un vrai pont. Les voitures ne pouvant pas l'emprunter passaient par le pont de Saint-Jean-d'Août. La construction du pont en pierre date de 1870. Son nom primitif est pont de la Pépinière, en raison de la Pépinière départementale créée en 1813. Il est renommé pont du Lycée après l'ouverture du lycée Victor-Duruy en 1866. | 1870 | Pont du Lycée                     |
| Pont de Saint-Jean-d'Août         | 43° 53′ 34″ nord, 0° 30′ 17″ ouest | Le pont primitif sur la Douze accompagne le système défensif de la porte Campet. Reconstruit au début du XIXe siècle, il est élargi et restauré en 1854. Il s'est appelé successivement pont de la porte Campet et pont des Landes. Il est prolongé à l'est par la rue Armand-Dulamon. | 1854 | Pont de Saint-Jean-d'Août         |

Sur la Midouze (d'amont en aval)
| Pont                              | Coordonnées                        | Notice | Date | Illustration                      |
| --------------------------------- | ---------------------------------- | --- | ---- | --------------------------------- |
| Pont des Droits-de-l'Homme        | 43° 53′ 26″ nord, 0° 30′ 13″ ouest | Construit en 1869 sur la Midouze pour faciliter l'accès du quartier du port de Mont-de-Marsan à la ville voisine de Saint-Jean-d'Août, il se nomme initialement Pont du Commerce. | 1869 | Pont des Droits-de-l'Homme        |
| Passerelle quais Silguy et Méchin | 43° 53′ 19″ nord, 0° 30′ 25″ ouest | | 2014 | Passerelle quais Silguy et Méchin |
| Pont Saint-Louis                  | 43° 53′ 21″ nord, 0° 30′ 30″ ouest | Pont construit en 1973 en remplacement de l'ancienne passerelle de Rigole, achevée en 1890 pour relier les quartiers de Saint-Jean-d'Août et de la route de Bayonne. Malgré son nom de « passerelle » (de Saint-Jean-d'Août, Saint-Louis ou de Rigole), l'ouvrage permettait le passage de tous types de véhicules. Le bâtiment situé 1 place Saint-Louis au pied de la passerelle dans l'entre-deux-guerres était le bordel de Mont-de-Marsan. Les habitants l'appelaient « la passerelle ». Réquisitionné par les Allemands pendant l'Occupation de la ville, il ferme consécutivement à l'adoption de la loi Marthe Richard en 1946. L'ancienne cale de Peyrère, jadis située au niveau de l'actuel pont Saint-Louis, a de nos jours disparu. | 1973 | Pont Saint-Louis                  |
| Pont du Manot                     | 43° 53′ 26″ nord, 0° 30′ 54″ ouest | Réalisé sur l'emprise de l'ancien chemin de fer de Luxey à Mont-de-Marsan, ouvert au début du XXe siècle pour faciliter l'exploitation de la forêtdes Landes. Ses culées sont maçonnées et son tablier est en fer. Après la désaffection de la voie ferrée en 1964 et son remplacement par une route, le tablier du pont est reconstruit en 1992. | 1992 | Pont du Manot                     |
| Pont rouge                        | 43° 53′ 46″ nord, 0° 31′ 56″ ouest | Situé à l'ouest de la station d'épuration de Jouanas. Le ruisseau Ambos prend sa source à l'étang du rond-point, route de Sabres. Il traverse la chemin de halage via un pont-tunnel en pierre coquillière d'une dizaine de mètres. Les anciens montois appelle l'endroit « pont rouge », en souvenir d'un crime de sang qui s'y serait produit. |      | Pont rouge                        |
| Pont de Ribeng                    | 43° 53′ 49″ nord, 0° 32′ 02″ ouest | Supporte la rocade ouest. | 1983 | Pont de Ribeng                    |

### Saint-Pierre-du-Mont
| Pont         | Coordonnées                        | Notice | Date | Illustration |
| ------------ | ---------------------------------- | --- | ---- | ------------ |
| Pont de Bats | 43° 53′ 06″ nord, 0° 31′ 34″ ouest | Pont ferroviaire de la ligne de Morcenx - Mont-de-Marsan, lieu des derniers combats liés à la libération de Mont-de-Marsan en août 1944. Passe au-dessus de l'avenue du Corps-Franc Pommies. |      | Pont de Bats |

### Ponts disparus
| Pont                  | Coordonnées                        | Notice | Date | Illustration               |
| --------------------- | ---------------------------------- | --- | ---- | -------------------------- |
| pont de la May de Diù | 43° 53′ 40″ nord, 0° 29′ 55″ ouest | Pont de la « Mère de Dieu » en gascon, ouvrage d'art connu le plus ancien de la ville. Il permet au Au Moyen Âge de franchir la Douze à Nonères et de pénétrer dans la ville par la porte de Roquefort, moyennant paiement. Lors de la construction, au XVIe siècle du bastion de la Petite Tenaille, il se trouve privé de débouché. Il est alors désaffecté et tombé en ruine. Il n'en reste qu'une une pile, encore visible dans le parc Jean-Rameau |      | pont de la May de Diù      |
| Pont de Nonères       | à géolocaliser                     | Sur le cadastre napoléonien de 1811 de l'ancienne commune de Nonères figure cet ouvrage en bois. A la suite de l'annexion de Saint-Jean-d'Août-et-Nonères par Mont-de-Marsan le 13 juin 1866, il est restauré en 1870, 1888 et 1905. Il s'effondre en raison d'inondations à répétition dans la première moitié du XXe siècle |      | Image manquante Téléverser |
| Pont de Pémégnan      | à géolocaliser                     | Il figure sur le cadastre napoléonien de 1811 de Saint-Médard-de-Beausse. Il disparaît avant la première Guerre mondiale |      | Image manquante Téléverser |